# Dalheim, Luxemburg (kommun)
Kommunen Dalheim (franska: Commune de Dalheim, luxemburgiska: Gemeng Duelem, tyska: Gemeinde Dalheim) är en kommun i kantonen Remich i sydöstra Luxemburg. Kommunen har 2 385 invånare (2022), på en yta av 18,98 km². Den utgörs av huvudorten Dalheim samt orterna Filsdorf och Welfrange.